# Ђунсја Ванг
Ђунсја Ванг (кин: 王军霞; 19. јануар 1973) је некадашња кинеска атлетичарка, тркачица на дуге стазе, која је тренутна светска рекордерка у трци на 3.000 метара. Такође је држала светски рекорд на 10.000 метара током 23 године, између 1993. и 2016. године. Њене најбоље године биле су између 1991. и 1996. године. Ванг је тренирала код Ма Јунрена до 1995. и Мао Дежена од 1995. до свог пензионисања након Олимпијских игара у Атланти 1996.

## 1992: Први међународни успех
Ванг је победила Етиопљанку Гете Вами и освојила Светско јуниорско првенство у атлетици 1992. у Сеулу, у трци на 10.000 м (32:29,90).

## 1993: Година постављања рекорда
У априлу 1993. Ванг је истрчала водеће време на свету у маратону (2:24:07). У мају је оборила азијски рекорд на 3000 м у времену 8:27,68. У августу су Кинеске тркачице на дуге стазе, под тренером Ма Јунреном, запањиле свет и освојиле све титуле од 1500 м до 10.000 м на Светском првенству 1993. у Штутгарту. Ванг је освојила светску титулу на 10.000 м (30:49,30), иако је била болесна пре трке.
За мање од месец дана освојила је 3000 м и 10.000 м на Кинеским националним играма са три светска рекорда истрчана од 8. до 12. септембра 1993.

### 8. септембар 1993.
Ванг је истрчала 10.000 м у времену новог светског рекорда од 29:31,78, што је било брже од претходног рекорда за 42 секунде и уједно је био први учинак испод 30 минута у овој атлетској дисциплини. Рекорд се одржао до Олимпијских игара 2016. када га је оборила Етиопљанка Алмаз Ајана.

### 11. септембар 1993.
Ванг је завршила на другом месту у трци на 1500 метара иза велике ривалке Јинсија Ку. Ку је истрачала тада нови светски рекорд од 3:50,46, испред другопласиране Ванг (3:51,92). Четири године касније, Бо Јианг и Јинглаи Ланг су трчале 1500 метара нешто брже од Ванг. Рекорд Јинсија Ку опстао је до 2015. године док га није оборила Гензебе Дибаба из Етиопије која је трчала 3:50,07 на Херкулисовом митингу у Монаку 15. јула 2015.

### 12. септембар 1993.
Ривалке Ђунсја Ванг су обориле светски рекорд у првој трци квалификација на 3000 м. Овај нови светски рекорд се одржао само неколико минута, док Ванг није истрчала нови рекорд у другој квалификационој трци. Већ следећег дана, Ванг је победила у финалу на 3000 м у времену данас актуелног светског рекорда од 8:06.11.
Ванг је још освојила Светски куп у маратону на јесен 1993.
Године 1994. добила је награду Џеси Овенс за изузетне резултате у 1993. години. Била је прва и једина кинеска и азијска спортистикиња која је освојила ову награду. Иако је победила на Азијским играма у Хирошими на 10.000 м са најбољим временом те године у свету (30:50.34), била је далеко од прошлогодишње рекордне форме.
Године 1995. Ванг и њене колегинице раскинуле су са својим тренером Маом због новца од награда и његовог строгог тренерског стила. Након кратког периода самосталног тренинга и без већих успеха, Ванг је почела да тренира под тренером Мао Деженом како би се припремила за Олимпијске игре у Атланти 1996.

## Олимпијске игре 1996
На Летњим олимпијским играма 1996. Ванг је победила у новом олимпијском такмичењу, трци атлетичарки на 5000 м (14:59,88). Освојила је сребро на 10.000 м (31:02,58) само секунд иза Португалке Фернанде Рибеиро.

## Лични живот
У мају 1997. Ванг се удала за Жанг Јуа, бившег члана фудбалске репрезентације провинције Љаонинг, и завршила своју спортску каријеру. Студирала је на Институту за право Народног универзитета Кине, Правном факултету Универзитета Љаонинг и Универзитету Колорадо у САД. 31. маја 2001. године родила је сина. Године 2006. развела се од Жанг Јуа. У октобру 2008. Ванг се удала за Хуанг Тјанвена. 18. јуна 2010. родила им се ћерка.

## Почасти и оспоравања
Међународна атлетска федерација (ИААФ) уврстила је Ванг у своју Кућу славних. Међутим, било је оптужби за допинг око њених наступа 1993. године. Јуан Вејмин, бивши генерални директор Државне генералне управе за спорт и председавајући Кинеског олимпијског комитета, потврдио је 2009. године да је шест спортиста које је тренирао Ма Јунрен (бивши тренер Ђунсја Ванг) избачено са Летњих олимпијских игара 2000. јер су били позитивни на допинг. Тренер Ма је такође отпуштен из репрезентације Кине 2000. године. Током Летњих олимпијских игара 2012, један новинар је чак сврстао Ванг и колегиницу Јунксију Ку у групу коју је назвао „сестре хемичарке“ (енгл. chemical sisters).
Дана 3. фебруара 2016, Тенсент Спортс је ексклузивно објавио писмо из марта 1995., наводно од Ванг и девет других спортиста под Маовим туторством. У њему су наводно тврдиле да их је тренер Ма присиљавао на допинг. Жао Ју, истраживач који је примио писмо, рекао је да су се Ванг и други јавили јер им је тренер Ма рекао да преузму личну одговорност ако буду ухваћени. Писмо је првобитно објављено 2015. године у Жаовој књизи, али је добило одјек у јавности тек у фебруару 2016. Прича је изазвала сумњу у легитимност светских рекорда Ванг. ИААФ је потврдила да се обратила Кинеском атлетском савезу ради верификације и даље истраге. Очекивало се да ће ИААФ у августу 2017. расправљати о предлогу за брисање свих светских рекорда пре 2005. године, јер је тек од 2005. године уведена обавеза чувања старијих узорака крви и урина спортиста који су се подвргли анти-допинг контроли.